# Krzewina (województwo mazowieckie)
Krzewina – wieś sołeckaw Polsce położona w województwie mazowieckim, w powiecie mińskim, w gminie Halinów. 
| SIMC    | Nazwa | Rodzaj    |
| ------- | ----- | --------- |
| 0002832 | Gęśle | część wsi |

W latach 1975–1998 miejscowość administracyjnie należała do województwa warszawskiego.
Wierni Kościoła rzymskokatolickiego należą do parafii Matki Łaski Bożej w Halinowie.